# Maulaffe

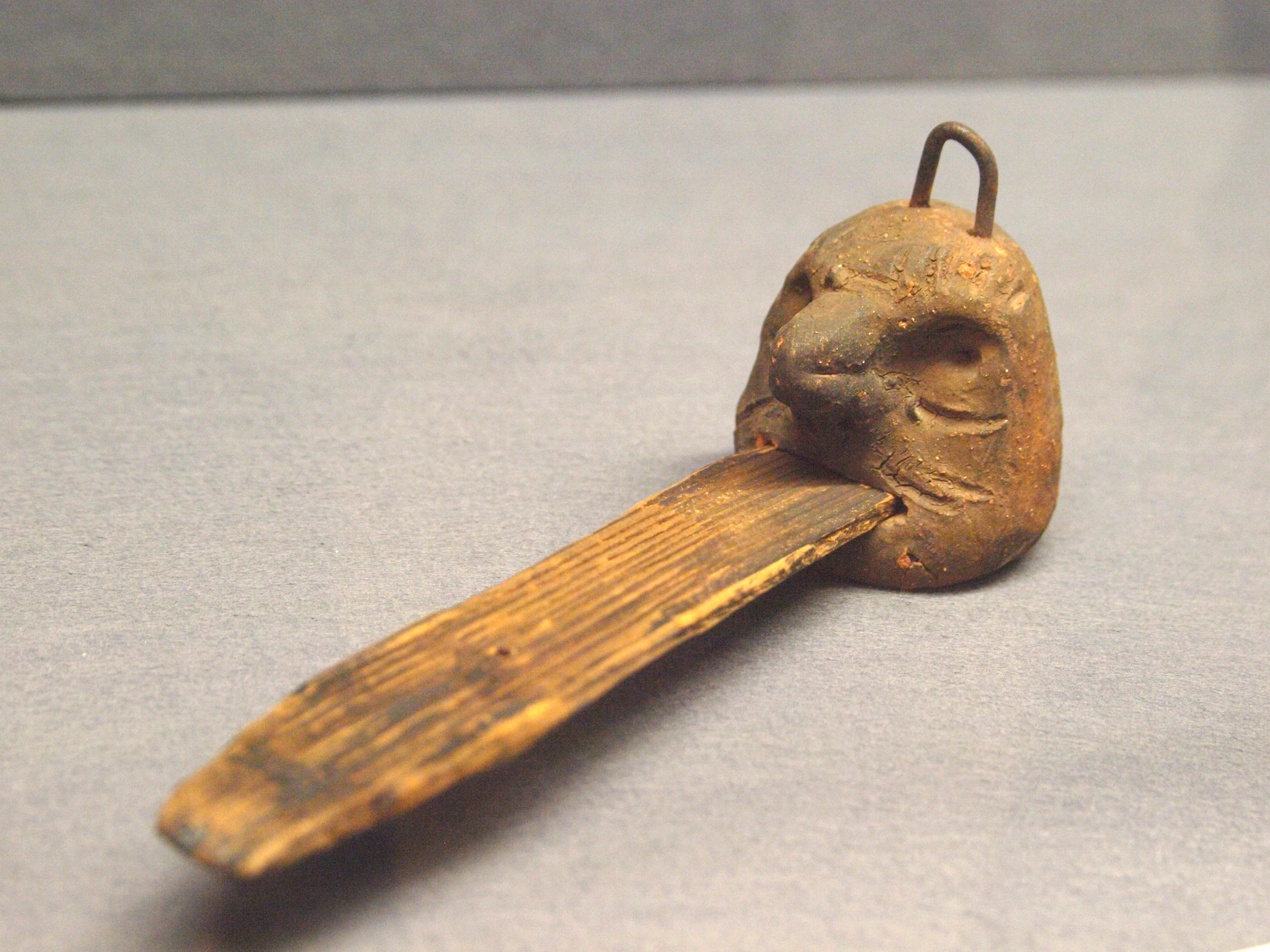
Maulaffe mit eingeschobenem Kienspan, niederrheinisch, 18./19. Jh.

Als Maulaffen oder Gähnaffen werden seit dem Mittelalter tönerne, kopfförmige Halter für Kienspäne bezeichnet, in deren offenes Maul man den Kienspan steckte.
Seit dem 15. Jahrhundert wird unter Maulaffe (im 16. Jahrhundert auch Affenmaul) ein Gaffer verstanden, „einer, der mit offenem Maul dasteht und gafft“ – bis heute gebräuchlich in der Redewendung „Maulaffen feilhalten“.
Der Aschaffenburger Maulaff ist eine Holzfigur, die im Museum des Schlosses Johannisburg der unterfränkischen Stadt Aschaffenburg steht.

## Herkunft des Ausdrucks
Vermutlich liegt dem Ausdruck die mittelalterliche Lebenswirklichkeit zu Grunde: Man klemmte sich bei Arbeiten im Dunkeln, wenn man beide Hände frei haben musste, einen brennenden Kienspan zwischen die Zähne, um ein wenig Beleuchtung zu haben. Noch der frühneuzeitliche Kartograf Olaus Magnus illustriert und beschreibt dies Mitte des 16. Jahrhunderts so:

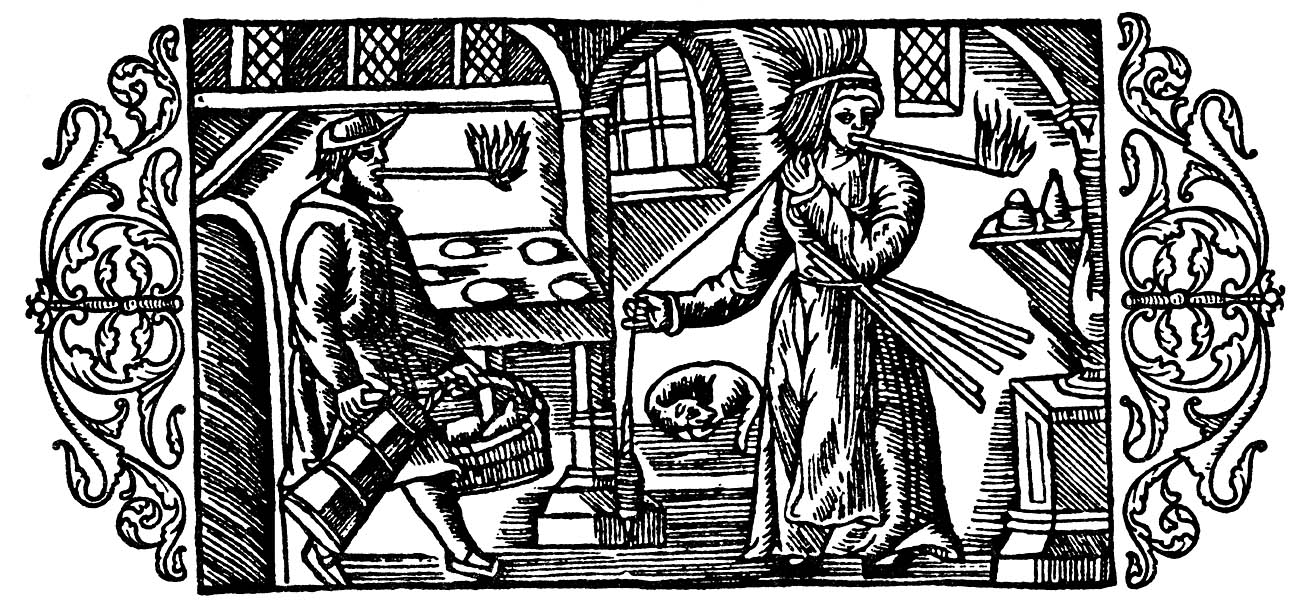
Olaus Magnus, Historia de gentibus septentrionalibus, Bd. 2, Kap. 16.

„Vber das braucht man auch durch alle mittnächtige Länder des Kienholtz in allerley Gestalt / wie die gemeinen Haußkertzen / Nemlich also / wann einer mit beiden henden zuschaffen hat / steckt er etliche dünn geschnittne spän / so vil er will vnter die gürteln, vnd nimpt ein brennenden spon in den mundt / … geht also hin vnd wider wo er will / … vnd arbeitet was jm gefelt“

Gewöhnlich wurde der Kienspan aber auf einem Tonklotz abgelegt. Es war wohl naheliegend, solchen Tonklötzen das Aussehen menschlicher Gesichter zu geben und den Span in deren ausgearbeiteten Mund zu klemmen. Funde von solchen tönernen Kienspanhaltern gibt es aus dem 13. und 14. Jahrhundert, in Berichten ist die Bezeichnung einer solchen Halterung noch am Beginn des 20. Jahrhunderts belegt. In Österreich nannte man diese Halter Geanmaul oder Maulauf, in Süddeutschland Gähnaffen. Daraus abgeleitet wurde dann auch die Redewendung „jemandem einen Gähnaffen machen“.
Für die später verwendeten Kienspanhalter aus Eisen, die zangenförmig und höhenverstellbar waren, wurde der Name Maulaffe beibehalten, obwohl nichts mehr an den ursprünglichen tönernen Kopf erinnerte.
Die Redewendung „Maulaffen feilhalten“ erklärte man sich früher als eine direkte Übersetzung des niederdeutschen „dat mul apen hollen“ („Das Maul offen halten“). Dieser Irrtum geht zurück auf Martin Luthers Erklärung „Einer, der das Maul aufsperrt, den wir auf teutsch einen Maulaffen halten“. Allerdings ist damit weder das zweite Wort feilhalten (verkaufen) geklärt, noch kann damit erklärt werden, dass im Niederdeutschen auch die Redewendungen „Mulapen to kop hebben“ („Maulaffen im Verkauf haben“) und „Mulapen verköpen“ („Maulaffen verkaufen“) existieren.
Ähnliche Redewendungen wie beim Maulaffen findet man auch zu Bezeichnungen weiterer Leuchter gebildet, wie zum Beispiel dem Kerzenhalter, aus dem das Leuchterweibchen wurde oder dem Ölgötzen, dessen Bezeichnung von einer Halterung für Öllampen stammt.

## Weitere Bedeutungen des Ausdrucks „Maulaffe“

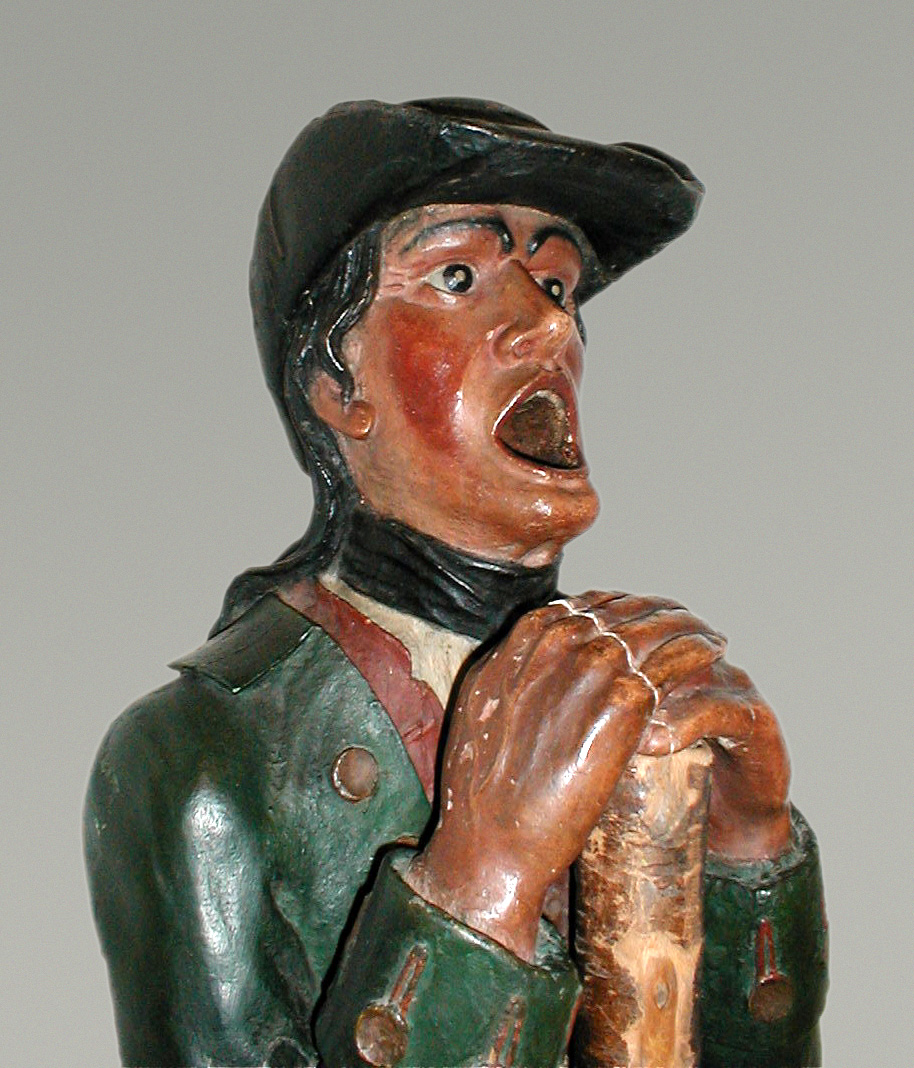
Der Aschaffenburger Maulaff

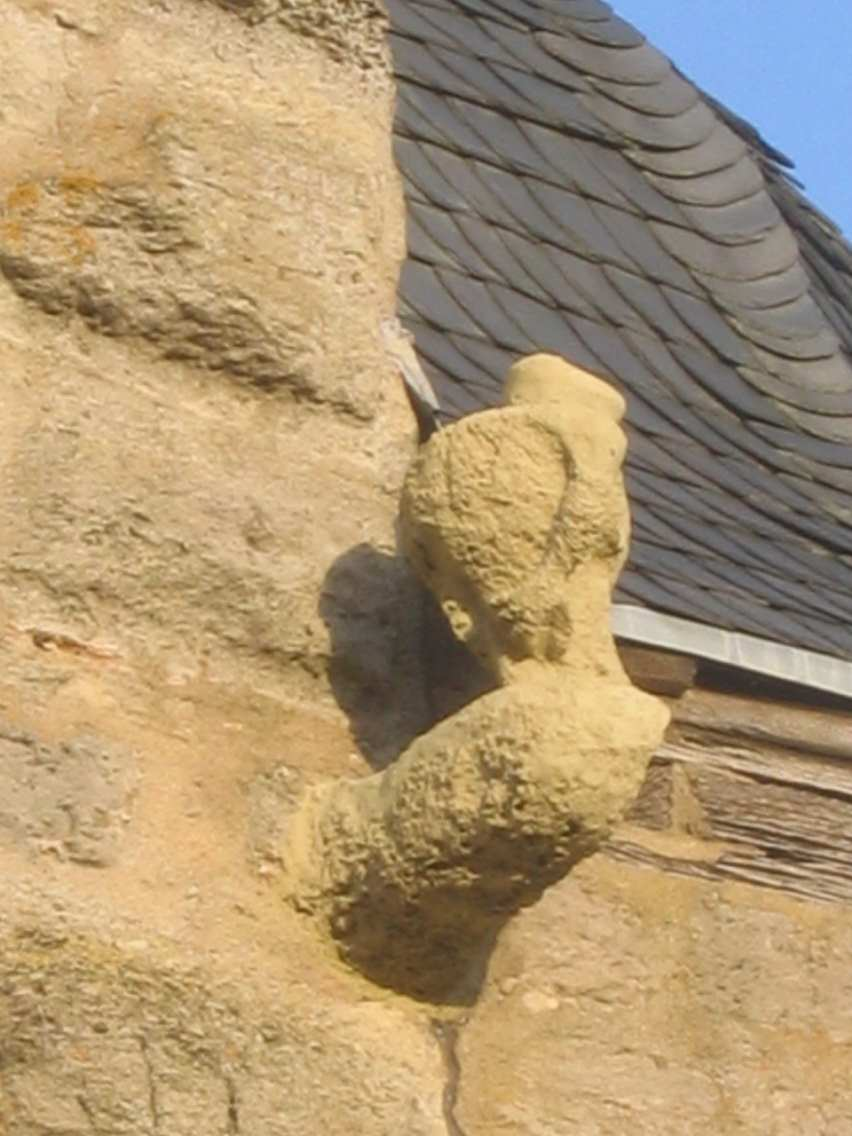
Die Maulaff-Figur am Fladunger Obertorturm gab ihm den Namen Maulaffenturm

Der Ausdruck „Maulaffe“ wurde – abgesehen von der Redewendung – historisch in ganz unterschiedlichen Zusammenhängen verwendet; eine gemeinsame Wurzel in Bezug auf das offene Maul anzunehmen, ist dabei zwar naheliegend, diese konnte aber bisher nicht nachgewiesen werden.
So gibt es mit dem Aschaffenburger Maulaff, einer Holzfigur aus dem 18. Jahrhundert, eine regional bis in die Gegenwart sehr populäre Darstellung eines „Gaffers“.
Der letzte erhaltene Stadttorturm mit Toranlage in Fladungen, der Obertorturm, wird auch als Maulaffenturm bezeichnet.
Eine weithalsige Variante des Erlenmeyerkolbens wurde ebenfalls als Maulaffe bezeichnet.
Und schließlich wurde ein Giebelschmuck mit Pferdeköpfen auf Bauernhäusern in Mecklenburg als Mulapen (Maulaffen) bezeichnet.